# Rémy Rochas
Pour les articles homonymes, voir Rochas (homonymie).
Rémy Rochas, né le 18 mai 1996 à La Motte-Servolex (Savoie), est un coureur cycliste français.

## Biographie
En 2013, Rémy Rochas s'illustre en étant l'un des meilleurs juniors français. Bon grimpeur, il se classe notamment troisième de la Classique des Alpes juniors, sixième du Tour du Valromey et du Giro di Basilicata, ou encore septième du championnat de France. Il est également sélectionné en équipe de France pour les championnats du monde de Florence, où il se classe 44e de la course en ligne. L'année suivante, il s'impose sur la Classique des Alpes juniors devant David Gaudu,. 
Lors de ses trois premières saisons espoirs (moins de 23 ans), il court au Chambéry CF, centre de formation de l'équipe AG2R La Mondiale. Durant cette période, il brille dans le calendrier amateur français. On le retrouve également à son avantage sur la Ronde de l'Isard, course dans laquelle il remporte une étape en 2016 au sommet d'Ax 3 Domaines. Sur l'édition 2017, il se classe sixième du classement général.
En 2018, il doit passer professionnel au sein de l'équipe Armée de Terre. Celle-ci cesse cependant ses activités. Rémy Rochas poursuit donc une saison en amateur au club Bourg-en-Bresse Ain Cyclisme. À partir du mois d'aout, il devient stagiaire au sein de la formation Delko-Marseille Provence-KTM. Il se distingue rapidement en terminant cinquième et meilleur jeune du Tour d'Almaty, quatorzième du Tour du Doubs et vingt-quatrième  du Tour de Burgos. Ses bonnes performances lui permettent de passer professionnel en 2019 au sein de la formation marseillaise.
En janvier 2022, Rochas prolonge son contrat avec Cofidis d'une saison, soit jusqu'en fin d'année 2023. Cette prolongation s'accompagne d'une revalorisation salariale. À la fin du mois de février, une chute sur la Drôme Classic lui cause une fracture à une clavicule.
Rochas est non-partant lors de la cinquième étape du Tour d'Italie 2023. En octobre 2023, il réalise le meilleur résultat de sa carrière professionnelle en terminant deuxième de la 4e étape et du classement général du Tour du Guangxi, course chinoise du calendrier de l'UCI World Tour 2023.

## Palmarès

### Palmarès amateur
- 2013
  - Prix de la Ville d'Aubenas
  - Une étape du Trophée Franco-Suisse
  - 2e et 3e (contre-la-montre) étapes du Tour Cévennes-Garrigues
  - Flèche Plédranaise
  - 3e de la Classique des Alpes juniors
- 2014
  - 1re étape du Prix de la Ville d'Aubenas (contre-la-montre)
  - Tour de la Vallée de la Trambouze
  - Classique des Alpes juniors
- 2015
  - Tour de la CABA :
    - Classement général
    - 1re, 2e (contre-la-montre par équipes) et 3e étapes

  - 2e du Grand Prix d'Availles-Limouzine
  - 3e du Tour du Beaujolais
- 2016
  - Grand Prix Guilloteau
  - Prix de Varennes-Saint-Sauveur
  - 2e étape de la Ronde de l'Isard d'Ariège
  - 2e de l'Estivale bretonne
- 2017
  - 2e étape du Tour de la CABA (contre-la-montre par équipes)
  - 2e du Circuit des Monts du Livradois
  - 2e du Tour de la CABA
- 2018
  - Classement général du Tour du Pays de Gex-Valserine
  - 3e du Tour de Tarentaise

### Palmarès professionnel
- 2022
  - 2e du Tour de Vénétie
- 2023
  - 2e du Tour du Guangxi
- 2025
  - 8e de la Cadel Evans Great Ocean Road Race

### Résultats sur les grands tours

#### Tour d'Italie
4 participations
- 2021 : abandon (17e étape)
- 2022 : 71e
- 2023 : non-partant (5e étape)
- 2025 : 39e

#### Tour d'Espagne
4 participations
- 2021 : 15e
- 2022 : abandon (7e étape)
- 2023 : 28e
- 2024 : abandon (16e étape)

### Classements mondiaux
| Année                                 | 2015 | 2016  | 2017  | 2018  | 2019  | 2020 | 2021 | 2022 | 2023 |
| ------------------------------------- | ---- | ----- | ----- | ----- | ----- | ---- | ---- | ---- | ---- |
| Classement mondial                    |      | 1926e | 2368e | 961e  | 1493e | 453e | 293e | 354e | 249e |
| UCI Europe Tour                       | 872e | 1280e | 1525e | 1208e | 1000e | 371e | 247e | 284e | nc   |
| UCI Asia Tour                         | nc   | nc    | nc    | 168e  |       |      |      |      |      |
|                                       |      |       |       |       |       |      |      |      |      |
| Légende : nc = non classéSource : UCI |      |       |       |       |       |      |      |      |      |